# Wina Woltera
Wina Woltera (fr. La faute à Voltaire) – francuski film fabularny z 2000 roku w reżyserii Abdellatifa Kechiche’a.

## Opis
Jallel (Sami Bouajila) opuścił Tunezję, nie chcąc dłużej żyć w biedzie. Trafił nielegalnie na teren Francji. Podając się za uchodźcę politycznego z Algierii zdobywa pozwolenie na trzymiesięczny pobyt tymczasowy. Trafia do paryskiego schroniska dla biednych i próbuje przetrwać. Pracuje na czarno sprzedając awokado w metrze i kwiaty po kawiarniach, próbuje znaleźć swoje miejsce w społeczności arabskiej w Paryżu. Znajduje przyjaciół wśród mieszkańców przytułku dla biednych, stara się odkładać pieniądze i wysyłać je do krewnych w Tunezji. Traci głowę dla ślicznej francusko-arabskiej kelnerki Nassery (Aure Atika) i myśli o zawarciu z nią małżeństwa, co dałoby mu upragnione prawo do stałego pobytu we Francji. Przechodzi załamanie nerwowe i ląduje w szpitalu psychiatrycznym. Jallel poznaje tam młodą, piękną nimfomankę Lucie (Élodie Bouchez).

## Obsada
- Sami Bouajila jako Jallel
- Élodie Bouchez jako Lucie, nimfomanka, która zakochuje się w Jallelu
- Bruno Lochet jako Franck, przyjaciela Jallela znajduje pracę jako nocny stróż
- Aure Atika jako Nassera, młoda samotna matka
- Olivier Loustau jako Antonio, przyjaciela Francka i Jallela
- Virginie Darmon jako Leila, przyjaciółka i koleżanka Nassery
- Mustapha Adouani jako Mostfa
- Sami Zitouni jako Nono
- Carole Franck jako Barbara, dyrektorka domu
- Jean-Michel Fête jako Philippe
- Manuel Le Lièvre jako André
- François Genty jako Paul, wyznawca buddyzmu tybetańskiego
- Meryem Serbah jako swatka (wymieniona w czołówce jako Meriem Serbah)
- Francis Arnaud jako funkcjonariusz
- Nejlb Nekales jako Hocine
- Bilal Ali jako sprzedawca róż
- Martin Amic jako Benoît
- Tonio Descanvelle jako Christophe
- Michel Gionti jako J-P, perkusista na balu
- Allain Naron jako Alain
- Myriam Van Hove jako wokalistka na balu
- Philippe Huet jako gitarzysta
- Mouloud Boukerche jako Mouloud
- Marco Pallotta jako Kevin
- Raphaël Pallotta jako Kevin
- Jocelyne Maillard jako pielęgniarka w szpitalu
- Valentine Boudles jako pielęgniarka w szpitalu
- Beate Krien jako pielęgniarka w szpitalu
- Joël Barbouth jako Fredo (wymieniony w czołówce jako Joël Joseph Barbouth)
- Manuel Weber jako Pascal
- Michel Tastard jako Michel
- Sonia Rifi jako Aïcha
- Magali Barney jako Véronique
- Jean-François Lepetit jako lekarz
- Charles Tordjman jako chorujący na depresję
- Mireille Fox jako kobieta na stacji metra Nation
- Jean Guien jako mężczyzna na stacji metra Nation

## Ciekawostki

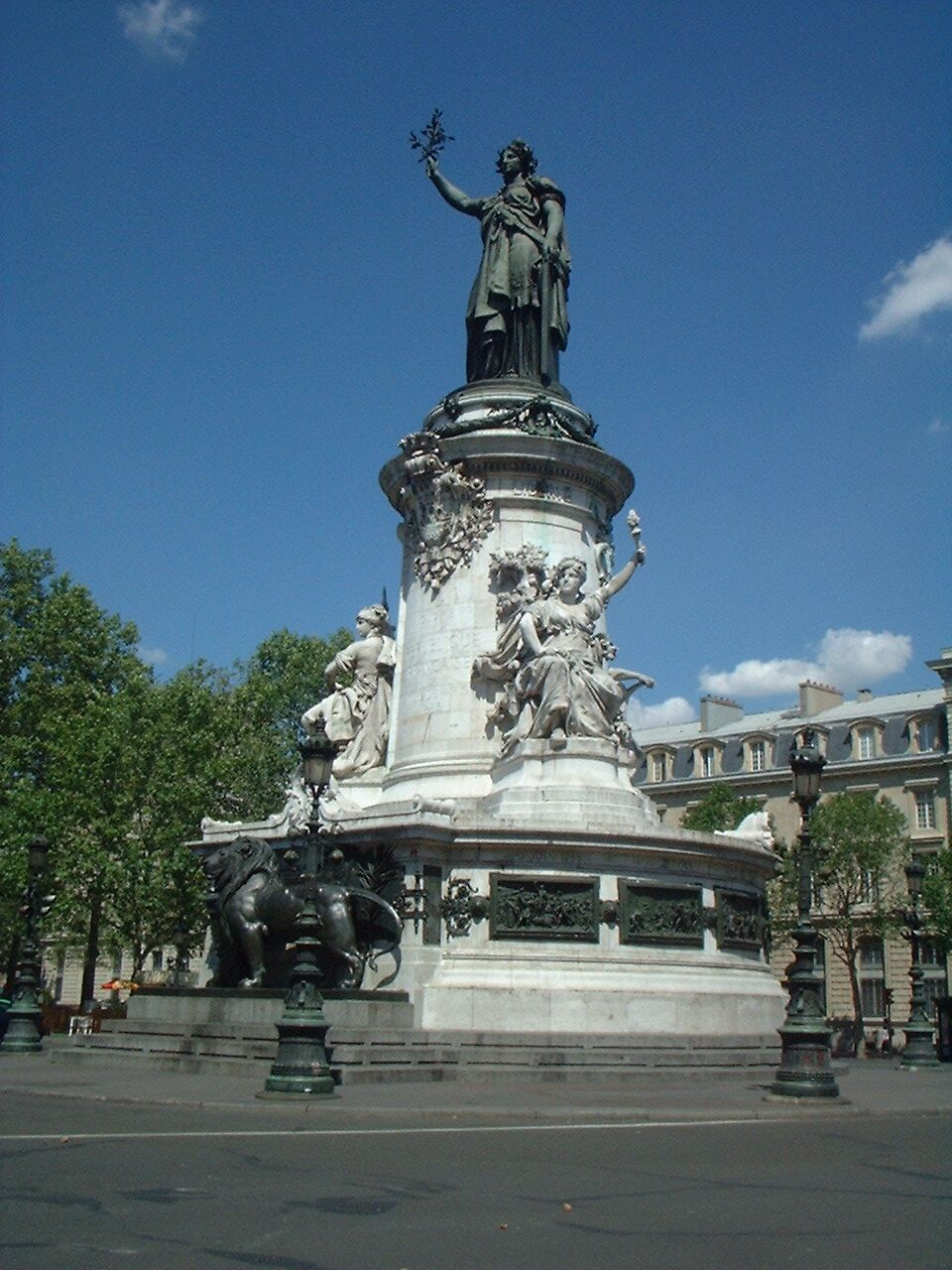
Statua Republiki na Place de la République, która została ukazana w filmie.

Film został nakręcony w 11. dzielnicy Paryża. Scena ślubu została nakręcona w siedzibie merostwa 11. dzielnicy Paryża na Place Léon-Blum 12. Scenę aresztowania Jallela przez policję nakręcono na stacji metra Nation. W innej scenie zrealizowanej w filmie widać jak Jallel i Lucie siedzą przed Statuą Republiki na Placu Republiki po zapadnięciu zmierzchu. Fragment Statui Republiki widać też w tle napisów początkowych i końcowych w filmie.
Film powstawał od 4 stycznia do 14 lutego 2000 roku.

## Ścieżka dźwiękowa
1. Ana Mazel - Mohamed Khelifati[3]
2. Brave margot - Georges Brassens
3. Dak ezzine ala slamtou - Dahmane El Harrachi
4. Eli ma bgha yebghini - Dahmane El Harrachi

## Nagrody
- 2000
  - Abdellatif Kechiche - Nagroda CinemAwenire w kategorii nagrody pokojowej na Międzynarodowym Festiwalu Filmowym w Wenecji.[4]
  - Abdellatif Kechiche - nagroda im. Luigiego de Laurentiisa w kategorii najlepszy film na Międzynarodowym Festiwalu Filmowym w Wenecji.[4]
  - Abdellatif Kechiche - nagroda Jury Special Prize na Namur International Festival of French-Speaking Film[5]
  - Abdellatif Kechiche - nagroda Youth Jury Emile Cantillon Award na Namur International Festival of French-Speaking Film[5]
  - Abdellatif Kechiche - nominacja do nagrody Golden Bayard w kategorii najlepszy film na Namur International Festival of French-Speaking Film[5]
- 2001
  - Élodie Bouchez - nagroda w kategorii najlepsza aktorka na Cologne Meditteranean Film Festival.[6]
  - Abdellatif Kechiche - nagroda European Special Jury Award w kategorii film fabularny na Angers European First Film Festival[7]
  - Nagroda Jean Carment Award dla wszystkich aktorów, którzy zagrali w tym filmie na Angers European First Film Festival[5]